# Schurahbīl ibn Simt
Schurahbīl ibn Simt (arabisch شرحبيل بن سمط, DMG Šuraḥbīl ibn Simṭ; gest. 660/61 in Salamiyya) war ein arabischer Militärführer aus dem Stamm der Kinda, der nach der arabischen Eroberung des Irak kurzzeitig als Statthalter von al-Madā'in fungierte und später für ungefähr 20 Jahre Statthalter von Homs war. Nach der Kamelschlacht spielte er eine bedeutende Rolle in der Auseinandersetzung zwischen ʿAlī ibn Abī Tālib und Muʿāwiya ibn Abī Sufyān, weil er sich von Anhängern Muʿāwiyas überzeugen ließ, dass ʿAlī ibn Abī Tālib den Kalifen ʿUthmān ibn ʿAffān ermordet habe, und dies anschließend in Syrien verbreitete. Auf diese Weise half er Muʿāwiya vor der Schlacht von Siffīn im Sommer 657, die syrischen Araber, in deren Reihen es bis dahin große Sympathien mit ʿAlī gegeben hatte, hinter sich zu vereinen. Mit seiner Parteinahme für Muʿāwiya stellte sich Schurahbīl gegen seine beiden Stammesgenossen al-Aschʿath ibn Qais und Hudschr ibn ʿAdī, die bei dieser Auseinandersetzung auf der Seite ʿAlīs standen.

## Abstammung
Schurahbīl gehörte dem arabischen Stamm der Kinda an, und zwar dort den Banū Dschabala, die wiederum ein Unterzweig der Banu Muʿāwiya al-Akramūn waren. Den Banū Dschabala gehörten auch die beiden bekannten kinditischen Stammesführer Hudschr ibn ʿAdī und al-Aschʿath ibn Qais an. Aus den Berichten über die Ridda geht hervor, dass zwischen Schurahbīls Vater as-Simt ibn al-Aswad und al-Aschʿath ibn Qais eine Rivalität bestand.

## Rolle während der Ridda-Kriege
In vorislamischer Zeit lebte Schurahbīl im Hadramaut. Als junger Mann (ġulām šābb) zeichnete er sich in den Ridda-Kriegen aus. Als sich die Kinditen unter den Banū Muʿāwiya in ihren Festungen verschanzten und die Ridda beschlossen, erhoben sich Schurahbīl und sein Sohn gegen sie, zogen aus und schlossen sich Ziyād ibn Labīd, dem muslimischen Statthalter des Hadramaut, an. Zusammen mit Ziyād kämpfte Schurahbīl gegen die aufständischen Kinditen.

## Rolle während der arabischen Eroberungszüge
In der Zeit des Kalifats von ʿUmar ibn al-Chattāb (ab 634) wanderte Schurahbīl nach Medina aus. Sein Vater Simt gehörte zu denjenigen, die mit Abū ʿUbaida ibn al-Dscharrāh nach Syrien zogen und an der Schlacht von Yarmūk teilnahm. Schurahbīl wollte ihm nach Syrien folgen, doch entsandte ihn ʿUmar ibn al-Chattāb mit anderen Kinditen in den Irak, wobei er ihm für Saʿd ibn Abī Waqqās ein Empfehlungsschreiben mitgab. Nach einer Überlieferung, die auf asch-Schaʿbī (gest. 721–29) zurückgeführt wird, wurde ihm während dieses Marsches al-Aschʿath ibn Qais unterstellt.
Bei der Schlacht an der Brücke (634) kämpfte Schurahbīl mit 700 Reitern unter dem Kommandanten Saʿd ibn Abī Waqqās. Danach kommandierte er bei der Schlacht von al-Qādisīya (635/36) unter Saʿd ibn Waqqās den rechten oder linken Flügel. Vor der Schlacht soll ihn Saʿd aufgefordert haben, als Dichter und Redner unter den Stämmen und Bannern umherzugehen und sie zum Kampf anzufeuern. Nach der Schlacht und der Niederlage der Perser hatten er und al-Qaʿqāʿ ibn ʿAmr at-Tamīmī die Aufgabe, diejenigen Perser, die flussaufwärts oder flussabwärts geflohen waren, zu verfolgen und zu töten. Noch im Jahre 14 der Hidschra (635/36 n. Chr.) wurde Schurahbīl von Saʿd ibn Abī Waqqās zum Statthalter von al-Madā'in ernannt.

## Streit mit al-Aschʿath ibn Qais in Kufa und Versetzung nach Syrien
Von der Zeit des Auszugs aus Medina bis zur Gründung Kufas hatte Schurahbīl bei seinem Stamm größeren Einfluss als al-Aschʿath ibn Qais. Nach einem Bericht, der auf Muhammad ibn as-Sā'ib al-Kalbī (gest. 763) zurückgeführt wird, rivalisierte er aber in Kufa mit al-Aschʿath um die Führung der Kinda. Al-Madā'inī (gest. 850) beschreibt das Verhältnis zwischen den beiden als „Entfremdung“ (tabāʿud).
Nach einem Bericht, den al-Balādhurī unter Berufung auf asch-Schaʿbī zitiert, ehrte Saʿd ibn Abī Waqqās Schurahbīl und zog ihn al-Aschʿath vor, was die Kinda erzürnte. Dies hatte auch damit zu tun, dass Schurahbīl als Befehlshaber spezielle Bußriten einführte. So bot er denjenigen Männern an, die in der Zeit der Dschāhilīya ein Hadd-Vergehen begangen hatten, sie zu läutern. Die betreffenden Männer gestanden dann ihre Vergehen und wurden anschließend von ihm ausgepeitscht. Nach einer anderen Überlieferung, die Ibn ʿAsākir anführt, bezog sich die Läuterung nicht auf die Zeit der Dschāhilīya, sondern auf Hadd-Vergehen, die die muslimischen Kämpfer auf Feindesgebiet begangen hatten, „wo es Frauen und Alkohol gab.“ Als ʿUmar ibn al-Chattāb von diesen Praktiken hörte, rügte er sie und warf Schurahbīl vor, seinem Stamm zu befehlen, „Dinge aufzudecken, die Gott mit seinem Schleier verhüllt hatte“.
Später zog ʿUmar Schurahbīl nach Syrien ab. Für diese Versetzung werden in den arabischen Quellen zwei Gründe angegeben. Zum einen soll Dscharīr ibn ʿAbdallāh al-Badschalī, der als Abgesandter von Kufa zu ʿUmar reiste, Schurahbīl auf Wunsch von al-Aschʿath bei diesem in Misskredit gebracht haben. Zum anderen soll ʿUmar damit dem Wunsch von Schurahbīls Vater al-Simt nachgekommen sein, der nach Syrien gezogen war, Homs eingenommen und sich mit seinen Truppen in der Stadt niedergelassen hatte. Er soll zu ʿUmar gezogen sein und ihn gebeten haben, ihn mit seinem Sohn zusammenzuführen. Der Bericht, der auf al-Kalbī zurückgeführt wird, zitiert Schurahbīls Vater Simt mit den Worten an ʿUmar: „O Befehlshaber der Gläubigen. Die Kriegsgefangenen trennst Du nicht, mich und meinen Sohn hast Du aber getrennt. So versetze ihn nach Syrien oder mich nach Kufa.“ ʿUmar habe daraufhin Schurahbīl nach Syrien versetzt, wo er sich bei seinem Vater in Homs niederließ.

## Als Militärführer und Statthalter in Homs
Später erlangte Schurahbīl in Syrien eine hohe Stellung. Während des Kalifats von ʿUthmān ibn ʿAffān (reg. 644–656) teilte er Homs neu unter den arabischen Stämmen auf. Muʿāwiya stellte ihn an die Spitze eines Teils seiner Armeen. Nach einer Überlieferung, die Ibn ʿAsākir anführt, begab sich Schurahbīl auch eine Zeitlang nach Ägypten, um von dort an kriegerischen Unternehmungen im Maghreb teilzunehmen. Nach einer Überlieferung, die auf den arabischen Geschichtsschreiber Chalīfa ibn Chaiyāt zurückgeht, war Schurahbīl ungefähr 20 Jahre Statthalter von Homs.

## Seine Rolle in der Auseinandersetzung zwischen Muʿāwiya und ʿAlī

### Das Werben Muʿāwiyas um Schurahbīls Unterstützung
Die meisten Berichte über Schurahbīl in der arabischen Geschichtsschreibung betreffen seine Rolle in der Auseinandersetzung zwischen Muʿāwiya und ʿAlī nach der Ermordung ʿUthmāns und der Kamelschlacht im November 656. In dieser Zeit kam Dscharīr ibn ʿAbdallāh mit einem Brief ʿAlīs zu Muʿāwiya und forderte ihn auf, ʿAlī den Treueid zu leisten. Nach übereinstimmenden Berichten teilte Muʿāwiya in dieser Situation Dscharīr mit, dass er die Entscheidung darüber Schurahbīl überlassen wollte, weil er „einer der hervorragenden Männer Syriens“ bzw. „das Oberhaupt der Syrer“ (raʾs ahl aš-šām) sei. Dies soll eine Empfehlung von ʿAmr ibn al-ʿĀs gewesen sein. Er schlug Muʿāwiya vor, so vorzugehen, weil er wusste, dass Schurahbīl mit Dscharīr verfeindet war. Muʿāwiya solle einen Gesandten zu Schurahbīl zu senden und verbreiten zu lassen, dass ʿAlī ʿUthmān getötet habe. Das werde die Leute hinter ihm vereinen. Muʿāwiya forderte daraufhin Schurahbīl brieflich auf, zu kommen, und rief gleichzeitig mehrere südarabische Stammesführer auf, die seine Vertrauensleute und Schurahbīls Verwandte waren, Schurahbīl nach seinem Eintreffen zu bezeugen, dass ʿAlī ʿUthmān getötet habe. Die Männer, die Muʿāwiya auf diese Weise vorbereitete, werden in den Quellen namentlich genannt: Yazīd ibn Asad, Busr ibn Artāt, ʿAmr ibn Sufyān, Machāriq ibn al-Hārith az-Zubaidī, Hamza ibn Mālik und Hābas ibn Saʿd at-Tā'ī.
Als der Brief Schurahbīl in Homs erreichte, befragte er zunächst die jemenitischen Araber von Homs darüber, wie er antworten sollte. Hierbei stellte er fest, dass diese unterschiedlicher Meinung waren. ʿAbd ar-Rahmān ibn Ghanm al-Azdī, der zu den gelehrtesten Leuten Syriens gehörte, riet ihm hinsichtlich des Vorwurfs, dass ʿAlī ʿUthmān getötet habe, zur Vorsicht. Wenn dies ʿAlī tatsächlich getan haben sollte, so müsse berücksichtigt werden, dass die Muhādschirūn und Ansār, die die Richter über die Menschen seien, ihm den Treueid geleistet hatten. Wenn aber ʿAlī ihn nicht getötet hatte, warum sollte dann Schurahbīl Muʿāwiya glauben und sich und sein Volk zugrunde richten. Um zu vermeiden, dass Dscharīr seinen Platz einnähme, empfahl ʿAbd ar-Rahmān Schurahbīl, sich zu ʿAlī ibn Abī Tālib zu begeben und ihm die Baiʿa zu leisten, was Schurahbīl jedoch ablehnte.
Eine weitere Person, die ihm davon abriet, zu Muʿāwiya zu gehen, war der Asket ʿIyād ath-Thumālī. Er sandte ihm ein Gedicht, in dem er ihn aufrief, nicht auf ʿAmr zu hören und sich nicht von Muʿāwiya täuschen zu lassen, der sich zum König und Imam über sie erheben wolle und das Blut der jemenitischen Araber für das Wohl der Quraisch einsetzen wolle. Um nicht dem Unglauben anheimzufallen, solle er lieber ʿAlī die Baiʿa leisten, der der beste Mann von den Banū Hāschim sei. Ihm gegenüber seien die Menschen durch einen Vertrag genauso verpflichtet wie früher gegenüber Abū Hafs (= ʿUmar ibn al-Chattāb) und Abū Bakr.
Schurahbīl reiste dennoch zu Muʿāwiya und erhielt bei ihm einen prachtvollen und ehrenvollen Empfang. Muʿāwiya wies Schurahbīl darauf hin, dass Dscharīr ibn ʿAbdallāh sie auffordere, ʿAlī den Treueid zu leisten, und äußerte, ʿAlī sei der beste Mensch, wenn er nicht ʿUthmān getötet hätte. Außerdem teilte er ihm mit, dass er ihm die Entscheidung in der Angelegenheit überlassen wolle. Schurahbīl erbat sich Bedenkzeit, ging hinaus und traf dort mit den Vertrauten Muʿāwiyas zusammen, die ihm beteuerten, dass ʿAlī ʿUthmān getötet habe. Schurahbīl ging daraufhin wieder hinein, drohte Muʿāwiya, dass er ihn im Falle, dass er ʿAlī die Baiʿa leiste, aus Syrien vertreiben oder töten werde, und forderte ihn auf, Dscharīr zu ʿAlī zurückzuschicken. Auf diese Weise soll Muʿāwiya darüber Gewissheit erlangt haben, dass die Syrer ihm bei einem Krieg mit den Irakern folgen würden. Eine andere Überlieferung, die al-Balādhurī unter Berufung auf al-Madā'inī zitiert, besagt, dass Schurahbīl Muʿāwiya nach seiner Ankunft bei ihm geraten habe: „ʿUthmān war unser Kalif. Wenn Du kannst, so fordere Bltutrache, wenn aber nicht, so sondern wir uns ab.“

### Schurahbīls Auseinandersetzung mit Dscharīr ibn ʿAbdallāh
Nach al-Minqarī kam es anschließend im Haus von Husain ibn Numair, den Anführer des kinditischen Clans der Sakūn, zu einer persönlichen Begegnung zwischen Schurahbīl und Dscharīr. Dabei machte Schurahbīl Dscharīr schwere Vorwürfe: Er wolle sie hinters Licht führen und singe das Lob von ʿAlī ibn Abī Tālib, obwohl dieser ein Mörder sei. Dscharīr verteidigte sich, wies den Mordvorwurf gegen ʿAlī als eine Verleumdung zurück, für die es kein Beweis gebe, und stellte die Vermutung an, dass Schurahbīl der Gier nach weltlicher Macht verfallen sei und einen Groll aus der Zeit von Saʿd ibn Abī Waqqās gegen ihn hege. Dscharīr sandte ihm später noch ein Gedicht, in dem er die Vorwürfe gegen ʿAlī als Verleumdung zurückwies und ʿAlī als den einzigen Bevollmächtigten (waṣī) des Gottesgesandten aus seiner Familie pries und seinen Ritter, der den größten Anspruch darauf hat, als Vorbild zu gelten.
Dscharīrs Brief stürzte Schurahbīl in große Zweifel, und Muʿāwiya musste seine Vertrauten erneut zu ihm schicken, um ihn mit Berichten über ʿAlīs angebliches Verbrechen umzustimmen. Als ihnen das gelungen war, unternahm ein mit Schurahbīl verwandter Asket aus Homs einen letzten Versuch, ihn wieder auf ʿAlīs Seite zu ziehen, indem er ihm in einem Spottgedicht vorwarf, sich von Muʿāwiya an der Nase herumführen zu lassen. Schurahbīl ließ sich jedoch nicht mehr umstimmen und vertrieb den Mann, der nach Kufa floh, wo er sich später ʿAlī anschloss.
Nach einer Überlieferung, die auf asch-Schaʿbī zurückgeführt wird, kam es noch zu einer weiteren Begegnung zwischen Schurahbīl, Muʿāwiya und Dscharīr ibn ʿAbdallāh. Hierbei stellte Schurahbīl Muʿāwiya in Aussicht, dass ihn die Syrer als Statthalter anerkennen würden, wenn er gegen ʿAlī und die Mörder von ʿUthmān den Dschihad führe, um Rache zu üben, drohte ihm gleichzeitig aber auch an, dass ihn die Syrer andernfalls absetzen und einen anderen Statthalter wählen würden, um mit diesem gegen ʿAlī zu kämpfen. Als ihn Dscharīr davor warnte, unnötig Blut zu vergießen und damit gegen Gottes Willen zu verstoßen, bekräftigte Schurahbīl seine Worte erneut und erhielt dafür großen Beifall aus der Menge. Dieser Vorfall soll Dscharīr jede Hoffnung genommen haben, Muʿāwiya und die Syrer umstimmen zu können.

### Mobilisierung der Syrer zum Kampf
Muʿāwiya forderte Schurahbīl nun auf, durch die Städte Syriens zu reisen und den Menschen klarzumachen, dass ʿAlī ʿUthmān getötet habe und es die Pflicht der Muslime sei, sein Blut zu fordern. Schurahbīl kam der Aufforderung nach und begann seine Reise in Homs, wo er als Büßer auftrat und den Menschen predigte:

„O ihr Menschen, ʿAlī hat ʿUthmān ibn ʿAffān getötet. Dann haben einige Menschen gegen ihn aufbegehrt, doch hat er sie getötet. Er hat sie alle besiegt und das Land bezwungen, so dass nur noch Syrien übrig ist. Nun hat er das Schwert auf seine Schulter genommen, um mit ihm durch die Fluten des Todes zu waten, bis er zu euch kommt, wenn nicht Gott dazwischen geht. Es gibt niemanden, der stärker ist als Muʿāwiya, um ihn zu bekämpfen. So bemüht und erhebt Euch.“

Abgesehen von einzelnen Asketen folgten die Menschen in Homs seinem Aufruf. Anschließend reiste er weiter durch Syrien und feuerte die Menschen erfolgreich zum Kampf an. Nach dem Bericht Ibn Aʿtham al-Kūfīs versammelten sich viele Menschen bei Schurahbīl, mit denen er zu Muʿāwiya zog. Sie gelobten ihm, für ihn zu kämpfen und zu sterben.
Nach einer isolierten Überlieferung, die in dem Ibn Qutaiba (gest. 889) zugeschriebenen Buch al-Imāma wa-s-siyāsa überliefert wird, war Schurahbīl auch derjenige, der Muʿāwiya erst dazu brachte, das Kalifat für sich zu beanspruchen.   Gemäß dieser Überlieferung hielt Schurahbīl, nachdem Muʿāwiya von ihm in einem Brief den Treueid auf seinen Oberbefehl (imra) verlangt hatte, in Homs eine Versammlung von Stammesführern ab. Hierbei rügte er Muʿāwiya und behauptete, dass er nur dann berechtigt sei, Blutrache für den ermordeten Kalifen ʿUthmān zu fordern, wenn er selbst den Kalifentitel für sich in Anspruch nehme. Mit diesem Argument leistete er anschließend zusammen mit den Bewohnern von Homs Muʿāwiya den Treueid auf das Kalifat und machte ihm darüber Mitteilung. Dies soll Muʿāwiya dazu veranlasst haben, selbst eine Versammlung abzuhalten, bei dem ihm die übrigen Syrer den Treueid auf das Kalifat leisteten.
Zwar unterstützte Schurahbīl Muʿāwiya in seiner Auseinandersetzung mit ʿAlī, doch kannte seine Loyalität zu Muʿāwiya offenbar auch Grenzen. Als ein Mann namens al-Aswad ibn ʿArfadscha aus dem kinditischen Clan der Sakāsik vor Muʿāwiya Partei für ʿAlī ergriff und Muʿāwiya ihn ergreifen ließ, forderte Schurahbīl Muʿāwiya auf, von dem Mann abzulassen, und drohte ihm die Aufkündigung seines Treueids an. Muʿāwiya ließ den Mann daraufhin frei, wobei er zu Schurahbīl sprach: „Ich schenke ihn Dir.“

### Versuche aus ʿAlīs Lager, Schurahbīl umzustimmen
Der Dichter Qais ibn ʿAmr an-Nadschāschī aus dem Clan der Banū l-Hārith ibn Kaʿb, ein alter Freund Schurahbīls, der auf die Seite ʿAlīs gewechselt war, sandte ihm ein Gedicht, in dem er ihm den Vorwurf machte, er habe sich bei seiner Entscheidung für Muʿāwiya allein von persönlichen Motiven leiten lassen. Das Gedicht wird in zahlreichen arabischen Geschichtswerken zitiert:
شرحبيل لا للدين فارقت أمرنا

ولكن لبغض المالكي جرير

وقولك ما قد قلت عن أمر أشعث

فأصبحت كالحادي بغير بعير
Šuraḥbīlu lā li-d-dīni fāraqta amra-nā

Wa-lākin li-buġḍi l-Mālikīyi Ǧarīr

Wa-qauli-ka mā qad qulta ʿan amri Ašʿaṯ

Fa-aṣbaḥta ka-l-ḥādī bi-ġairi baʿīr
Schurahbīl, nicht wegen der Religion hast Du uns verlassen,

sondern aus Hass auf den Mālikiten Dscharīr

und dem, was Du über die Angelegenheit al-Aschʿaths sagtest.

Nun bist Du wie ein Kameltreiber, dem die Kamele fehlen.
In dem Gedicht warf an-Nadschāschī Schurahbīl außerdem vor, ʿAlī allein auf Hörensagen des Mordes zu verdächtigen, während die Vernünftigen sich mit ihrem Urteil zurückhielten.
Einen weiteren Versuch, Schurahbīl umzustimmen, unternahm der auf ʿAlīs stehende Saʿīd ibn Qais (gest. 670), der in Kufa Stammesführer der Hamdān war. Nach Ibn Aʿtham al-Kūfī schrieb er mit ʿAlīs Erlaubnis Schurahbīl einen Brief, in dem er versuchte, bei ihm Zweifel an der Richtigkeit seines Verhaltens zu wecken. Dabei stellte er vor allem darauf ab, dass die Männer, die ihm bezeugt hatten, dass ʿAlī ʿUthmān ermordet hatte, unglaubwürdig seien und außerdem die Muhādschirūn und Ansār ʿAlī gehuldigt hatten. Der Brief endete in einem Gedicht. Als Schurahbīl den Brief erhielt, zeigte er ihn Muʿāwiya. Er äußerte, dass der Brief Schurahbīl gleichgültig sein könne, da Saʿīd Stammesführer der Hamdān, er aber Stammesführer der Kinda sei. Nach Ibn Aʿtham al-Kufī schrieb Schurahbīl Saʿīd zur Antwort, dass so wie die Muhādschirūn und Ansār Grund hatten, ʿAlī den Treueid zu leisten, er Grund habe, Muʿāwiya den Treueid zu leisten. Außerdem ließ Schurahbīl einen Verwandten aus seinem Stamm ein Gedicht verfassen, das er unter den Brief setzte.

### Rolle bei und nach der Schlacht von Siffīn
Als im Dhū l-Hiddscha 36 (= Mai/Juni 657) die militärische Konfrontation zwischen ʿAlī und Muʿāwiya mit Zweikämpfen zwischen prominenten Anhängern aus beiden Lagern begann, gehörte Schurahbīl zu den Männern, die Muʿāwiya für sein Lager in den Kampf schickte. Nach Ibn Aʿtham versetzte al-Aschʿath bei einem der Zweikämpfe Schurahbīl einen Stich mit seiner Lanze.
Muʿāwiya sandte Schurahbīl später zusammen mit Habīb ibn Maslama al-Fihrī und Maʿn ibn Yazīd as-Sulamī zu Verhandlungen in ʿAlīs Lager. Bei dieser Gelegenheit soll ʿAlī den Männern auf Nachfrage Schurahbīls seine Sicht der frühislamischen Geschichte von Mohammed bis zu seiner eigenen Erhebung zum Kalifen und der Auseinandersetzung mit Muʿāwiya erläutert haben. Auf die Nachfrage Schurahbīls, ob er bezeuge, dass ʿUthmān zu Unrecht getötet wurde, antwortete er nach dem Bericht Ibn Aʿtham al-Kūfīs: „Er ist sowohl Unrechtstäter als auch Opfer von Unrecht.“ Nach einem Bericht bei ad-Dīnawarī fragte Schurahbīl ʿAlī bei der Gelegenheit auch, ob er ihnen nicht die Mörder von ʿUthmān ausliefere. Hierauf soll ʿAlī geantwortet haben, dass er das nicht könne, weil es ungefähr 20.000 Männer seien. Bei einem weiteren Zweikampf soll Schurahbīl gegen Mālik al-Aschtar gekämpft haben.
In der wenig später beginnenden Schlacht von Siffīn führte Schurahbīl das Banner der Kinda, die auf Muʿāwiyas Seite standen.
Nach einer anonymen Überlieferung, die al-Balādhurī zitiert, gehörte Schurahbīl zu den Männern, denen Muʿāwiya nach Abhaltung des Schiedsgerichts und Erhebung zum Kalifen die Übertragung der Provinz Ägypten anbot, unter der Bedingung, dass die betreffende Person die Provinz selbst erobern würde. Da aber Schurahbīl wie die meisten anderen Männer nicht dazu bereit war, übertrug Muʿāwiya diese Aufgabe ʿAmr ibn al-ʿĀs.

## Tod und Begräbnis
Nach einer Überlieferung, die auf den syrischen Traditionarier Sulaimān ibn ʿAbd al-Hamīd al-Bahrānī zurückgeführt wird, starb Schurahbīl im Jahre 40 (= 660/61 n. Chr.). Eine Überlieferung, die al-Mizzī nach dem Buch Tārīḫ al-Ḥimṣīyīn von Ahmad ibn Muhammad al-Baghdādī (gest. Ende des 9. Jhdts.) zitiert, gibt als Sterbeort Salamiyya an. Habīb ibn Maslama sprach das Totengebet für ihn. Muhammad ibn Saʿd zitiert über Yazīd ibn Hārūn den Bericht von einem gewissen ʿAbdallāh ibn Yahyā al-Hazūnī, der dem Leichenbegängnis von Schurahbīl beiwohnte. Demnach rief Habīb ibn Maslama dabei die Anwesenden dazu auf, für die „rechtgläubige, gottergebene Seele“ (an-nafs al-ḥanīfa al-muslima) Schurahbīls ein Bittgebet zu sprechen.